# 王静 (运动员)
王静（1988年3月26日—）是中国女子田径短跑运动员。
王静代表中国参加了2006年亚洲运动会的400米接力赛跑项目，与陈钰、秦旺萍、韩玲组队，于12月12日夺得金牌；也参加了北京的2008年夏季奥林匹克运动会，参加100米赛跑。预赛第一轮她以11.87秒列第五，未能晋级第二轮。她还和陶宇佳、蒋兰和秦旺萍组队参加了400米接力赛跑。预赛第一轮她们在牙买加、俄罗斯、德国之后，列第四，成绩是43.78秒，在16个参赛国中综合成绩列第十，未能晋级决赛。
赢得中华人民共和国第十一届全运会的100米冠军后，王静药检呈阳性。中国田径协会对她处以禁赛四年、终身不得参加政府资助的比赛、终身禁止入选国家队、罚款二万元的处理。其在全运会取得的金牌及参加200米赛跑决赛的资格也被取消。福建田径队被禁赛一年并负担40例兴奋剂检测费用四万元。教练陈华终身禁赛，罚款二万元。王静、陈华均称系遭陷害，因王静参加过多次国际和国内比赛，经历过多次药检，不至于为了得全运会冠军就明知故犯服用“几个月都下不去”的药物，但得知结果无从更改后也不再申冤。
事后王静虽未提出退役申请，但在2010年就已和主管部门达成协议，不再是注册运动员，并进入福建华侨大学学习。

## 外部連結
- 王静在的頁面
- http://2008teamchina.olympic.cn/index.php/personview/personsen/609 （页面存档备份，存于）